# Théorème de Lomonosov sur les sous-espaces invariants
 (novembre 2022).
En analyse fonctionnelle, le théorème de Lomonosov sur les sous-espaces invariants est un théorème mathématique issu de l'analyse fonctionnelle sur les sous-espaces invariants d'un opérateur linéaire. Le théorème a été prouvé 1973 par le mathématicien russe Viktor Lomonosov.

## Théorème
Soit {\displaystyle {\mathcal {B}}(X)} l'espace des opérateurs linéaires bornés de {\displaystyle X} à {\displaystyle X}.
Considérons un espace de Banach complexe {\displaystyle X} de dimension infinie. Soit {\displaystyle T\in {\mathcal {B}}(X)} est compact avec {\displaystyle T\neq 0}, et {\displaystyle S\in {\mathcal {B}}(X)} un opérateur qui commute avec {\displaystyle T}. Alors il existe un sous-espace invariant {\displaystyle M} de l'opérateur {\displaystyle S},  c'est-à-dire {\displaystyle S(M)\subset M}.